# Barbara Natorska

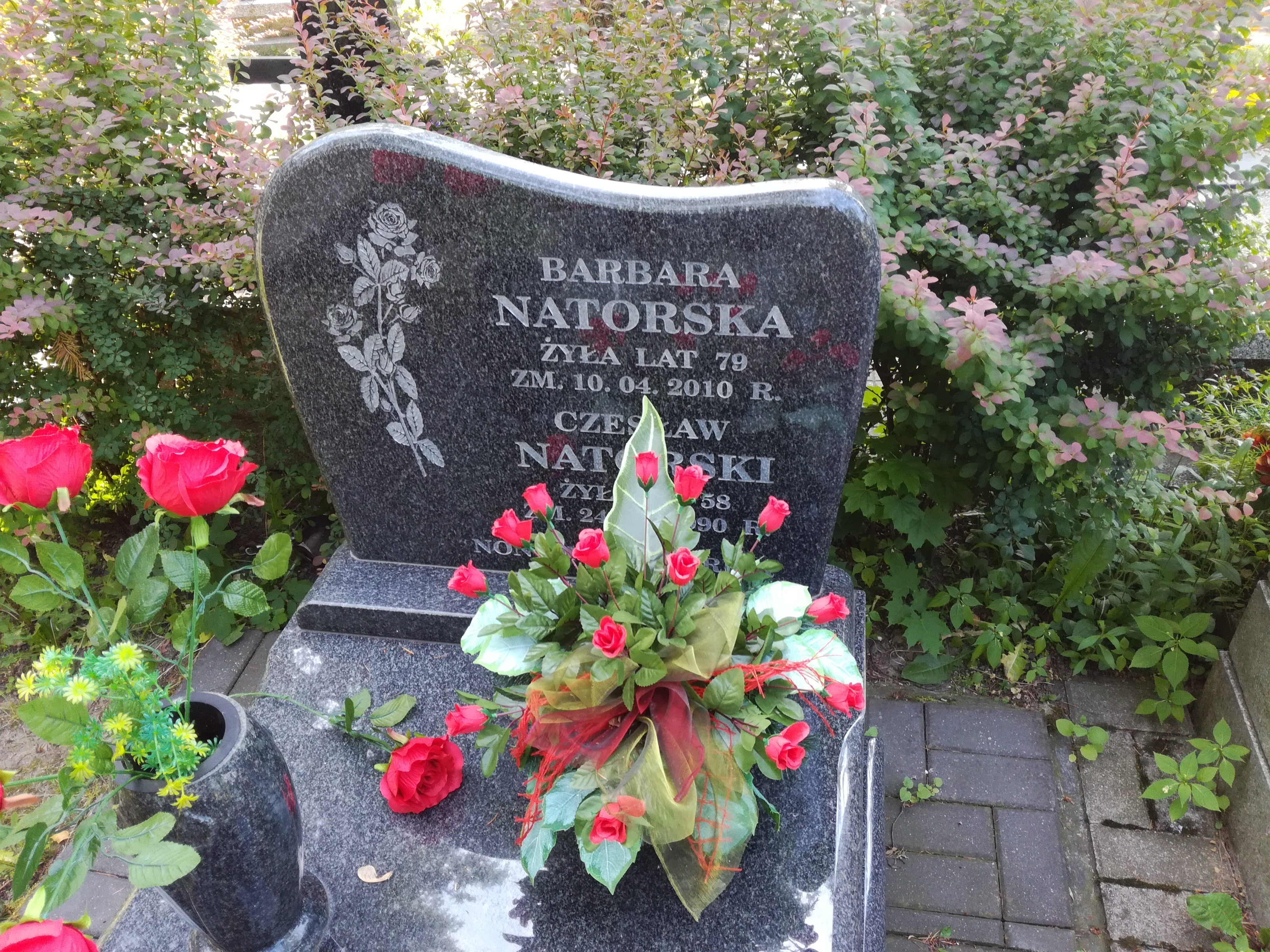
Grób Barbary Natorskiej na cmentarzu Doły

Barbara Natorska z domu Guzenda (ur. 20 sierpnia 1931 w Łodzi, zm. 10 kwietnia 2010 tamże) – polska włókienniczka, poseł na Sejm PRL IV i V kadencji.

## Życiorys
Córka Franciszka i Zofii. Uzyskała wykształcenie średnie, z zawodu technik włókiennik. Była przewodnicząca Rady Zakładowej w Zakładach Przemysłu Dziewiarskiego im. Tomasza Rychlińskiego w Łodzi oraz członkinią Prezydium Centralnej Rady Związków Zawodowych. Od listopada 1951 była członkinią Polskiej Zjednoczonej Partii Robotniczej. W 1965 i 1969 uzyskiwała mandat posła na Sejm PRL w okręgach kolejno Łódź-Bałuty oraz Łódź-Śródmieście. W trakcie IV i V kadencji zasiadała w Komisji Przemysłu Lekkiego, Rzemiosła i Spółdzielczości Pracy, której w V kadencji była przewodniczącą, po czym następnie została przewodniczącą Komisji Przemysłu Lekkiego. Była delegatem na V, VI, VII i VIII Zjazd PZPR. Pełniła także funkcję przewodniczącej Zarządu Głównego Związku Zawodowego Pracowników Przemysłu Włókienniczego, Odzieżowego i Skórzanego w latach 1968–1981. Od 1969 do 1973 zasiadała w egzekutywie Komitetu Łódzkiego PZPR, a w grudniu 1971 została zastępcą członka Komitetu Centralnego partii. Pochowana w Łodzi na cmentarzu komunalnym na Dołach.

## Odznaczenia
- Krzyż Kawalerski Orderu Odrodzenia Polski
- Odznaka 1000-lecia Państwa Polskiego (1966)[2]